# Medizinische Task Force
Die deutschen Innenminister und -senatoren haben anlässlich der Innenministerkonferenz im Juni 2007 das neue Konzept zum Bevölkerungsschutz des Bundes einstimmig verabschiedet. Zentrales Element der Planung sind die Medizinischen Task Forces (MTF). Bisher war der Bevölkerungsschutz in Deutschland nicht flächendeckend in der Lage, kontaminierte Patienten medizinisch zu versorgen. Dies wird mit der Einführung der neuen Einheit geändert.
Dieser Artikel stellt den momentanen Stand der Entwicklung der Medizinischen Task Force dar und berücksichtigt alle bis zum momentanen Zeitpunkt bekannten und veröffentlichten Quellen. Auf dem Bundeskongress Rettungsdienst in Kassel am 4. April 2008 wurde das Konzept der breiten Fachöffentlichkeit vorgestellt. Eine weitere Vorstellung und die Präsentation der ersten konzeptkonformen Fahrzeuge erfolgte im Rahmen der Fachmesse RettMobil im Mai 2008 in Fulda. Am 20. Mai 2008 wurde die Neue Konzeption im Bevölkerungsschutz, Ergänzende Ausstattung des Bundes für den Katastrophenschutz auf dem Internetauftritt des BBK veröffentlicht. Zum 1. August 2018 trat ein überarbeitetes und ergänztes Rahmenkonzept Medizinische Task Force in Kraft.

## Grundgedanke
Mit dieser grundlegenden Umstrukturierung verfolgt der Bund eine neue Strategie bei der medizinischen Versorgung der Bevölkerung bei Großschadenslagen. Während er bisher die ergänzenden Komponenten für den Katastrophenschutz der Länder zur Verfügung gestellt hat, stellt er in Zukunft eigene Einheiten auf, die den Katastrophenschutz der Länder mit Spezialkräften unterstützen sollen.
Die bisher durch den Bund nahezu flächendeckend für den Sanitäts- und Betreuungsdienst der Länder zur Verfügung gestellten Arzttruppkraftwagen, 4-Tragen-Krankentransportwagen, Betreuungskombis, Betreuungslastkraftwagen und Feldkochherde werden in Zukunft nicht mehr durch diesen gestellt. Diese massive Reduzierung hat für die Länder weitreichende Konsequenzen, da sich diese in der Vergangenheit zum größten Teil auf die Ausstattung und somit auch die Finanzierung des Bundes verlassen haben. Für den Katastrophenschutz der Länder stellt der Bund nach der aktuellen Planungen den Ländern Unterstützungskomponenten in Form von Einsatzfahrzeugen für die Bereiche Brandschutz (Löschgruppenfahrzeuge, Schlauchwagen) und Betreuung (Gerätewagen Betreuung, Betreuungs-Kombi) zur Verfügung. Hierbei haben die Länder die Wahl, aus dem „Warenkorb“ des Bundes ihren Bedarf zu benennen.
Mit der Einführung des neuen Konzeptes soll die bisherige Trennung zwischen Zivil- und Katastrophenschutz neu definiert werden. Der bisherige Zivilschutz gemäß Art. 73 GG soll in den Bevölkerungsschutz überführt werden. Hierunter sollen die Aufgaben der medizinischen Versorgung im Verteidigungsfall, die Unterstützung der Länder bei länderübergreifenden Großschadensereignissen und bei Anschlägen terroristischer Art subsumiert werden. Um die Zuständigkeiten der verschiedenen Einheiten und Einrichtungen definieren zu können, hat der Bund neue Versorgungsstufen (1 bis 4) definiert. Die Medizinischen Task Forces sollen in der Schutz- und Versorgungsstufen 4 eingesetzt werden. Dieser Sonderschutz ermöglicht die Versorgung von mehr Schwerverletzten auf einem Behandlungsplatz der Schutzstufe 3, verlängert seine Durchhaltefähigkeit und erweitert darüber hinaus den Behandlungsplatz um die Fähigkeit, auch kontaminierte Patienten notfallmedizinisch zu versorgen. Bei allen vorherigen Versorgungsstufen behalten die Instrumente der alltäglichen bzw. der erweiterten Gefahrenabwehr der Kommunen bzw. Länder ihre Zuständigkeit. Anfang 2010 wurde in Kassel mit dem ersten Pilotstandort der Aufbau der insgesamt 61 Einheiten begonnen. Die vollständige Ausstattung der Einheiten soll im Jahr 2017 abgeschlossen sein.

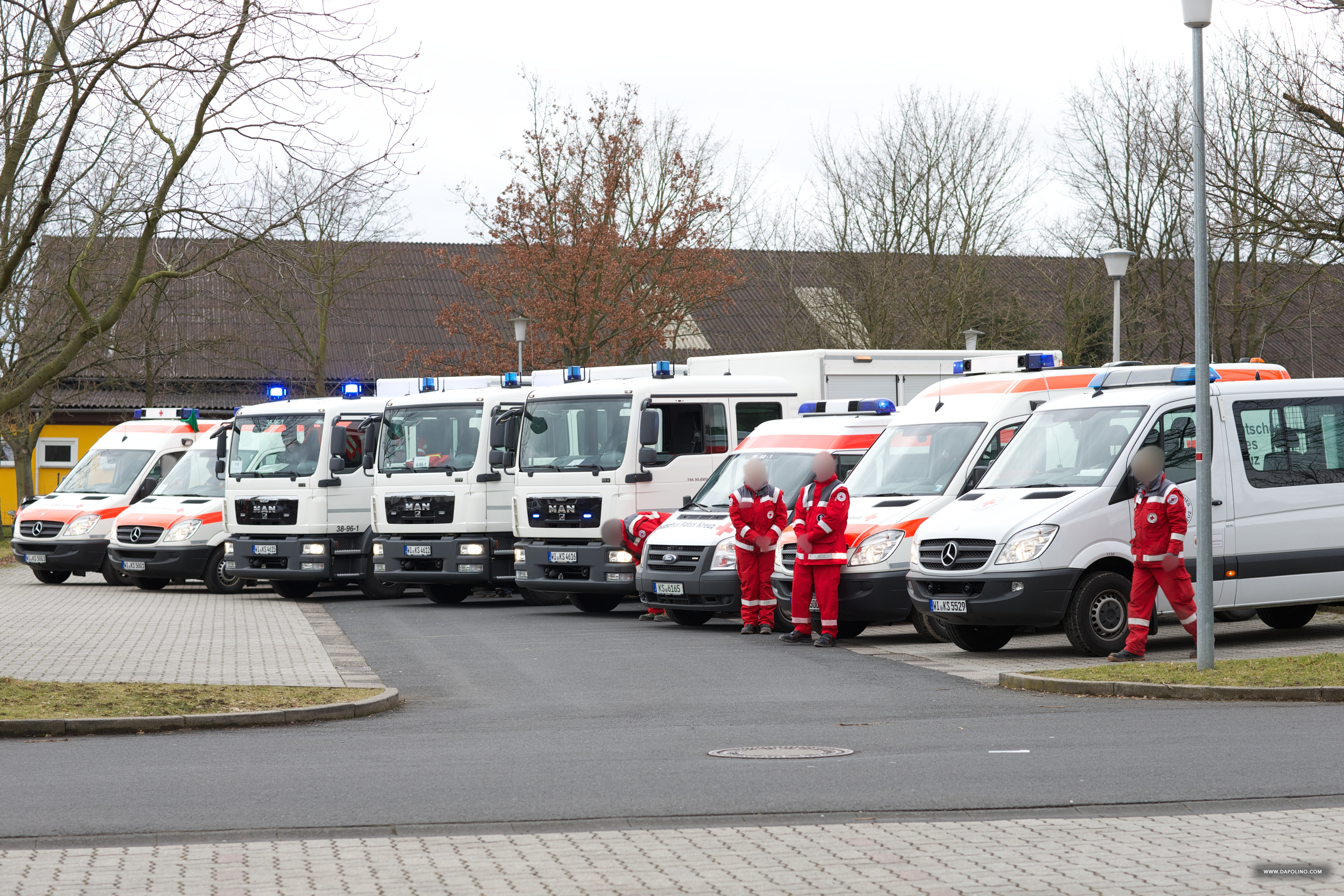
Fahrzeuge der Komponente Behandlungsplatz der Medizinischen Task Force Kassel

Medizinische Task Forces sollen unter anderem in das EU-Gemeinschaftsverfahren eingebunden werden. Hierunter wird die schnelle Hilfe und bessere Koordination von Einsätzen zum Schutz der Bevölkerung innerhalb und außerhalb der EU verstanden. Es soll die Zusammenarbeit bei Katastrophenschutzeinsätzen zwischen den beteiligten europäischen Ländern verstärken. Dabei kann das Verfahren bei Naturkatastrophen, großen Unfällen oder terroristischen Anschlägen gleichermaßen aktiviert werden. Jedes Land, das eine Gefahrensituation aus eigenen Kräften nicht mehr zu bewältigen vermag, kann um Hilfe und Unterstützung bitten, die im Rahmen des EU-Gemeinschaftsverfahrens in Form von Expertise, Einsatzteam, Einsatzmitteln und Einrichtungen wie Krankenhausbetten gewährt werden kann. Dies erfordert ein hohes Maß an Flexibilität und Einsatzbereitschaft. Die Einheiten müssen, ähnlich den Einheiten der Bundesanstalt Technisches Hilfswerk, innerhalb weniger Tage oder gar Stunden weltweit einsatzbereit sein.

## Gesetzliche Grundlage
Der Bevölkerungsschutz in der Bundesrepublik ist in den Zivilschutz (im Verteidigungsfall) und den Katastrophenschutz (im Frieden) aufgeteilt. Für den Zivilschutz ist der Bund zuständig, der Katastrophenschutz liegt in den Zuständigkeiten der Länder (Föderalismus). Durch die Fortentwicklung des alten Zivilschutzgesetzes zum Zivilschutz- und Katastrophenhilfegesetz, welches am 9. April 2009 in Kraft trat, darf der Bund jedoch auch außerhalb seiner originären Zuständigkeit agieren. So ist es fortan erlaubt, dass die vom Bund bereitgestellten Mittel von den Ländern auch bei besonders schweren Unglücksfällen und Naturkatastrophen eingesetzt werden. Einer bereits seit Jahrzehnten vollzogenen Praxis ist damit nun auch der rechtliche Rahmen gegeben. Darüber hinaus kann der Bund auf Antrag eines Landes zukünftig auch koordinierend tätig werden. Zuletzt werden die zentral vom Bund durchgeführten Aus- und Weiterbildungsmaßnahmen auf eine moderne gesetzliche Grundlage gestellt. Demzufolge können die MTF auch durch die Länder bei entsprechender Notwendigkeit zum Einsatz gebracht werden.

## Ausstattung und Aufbau

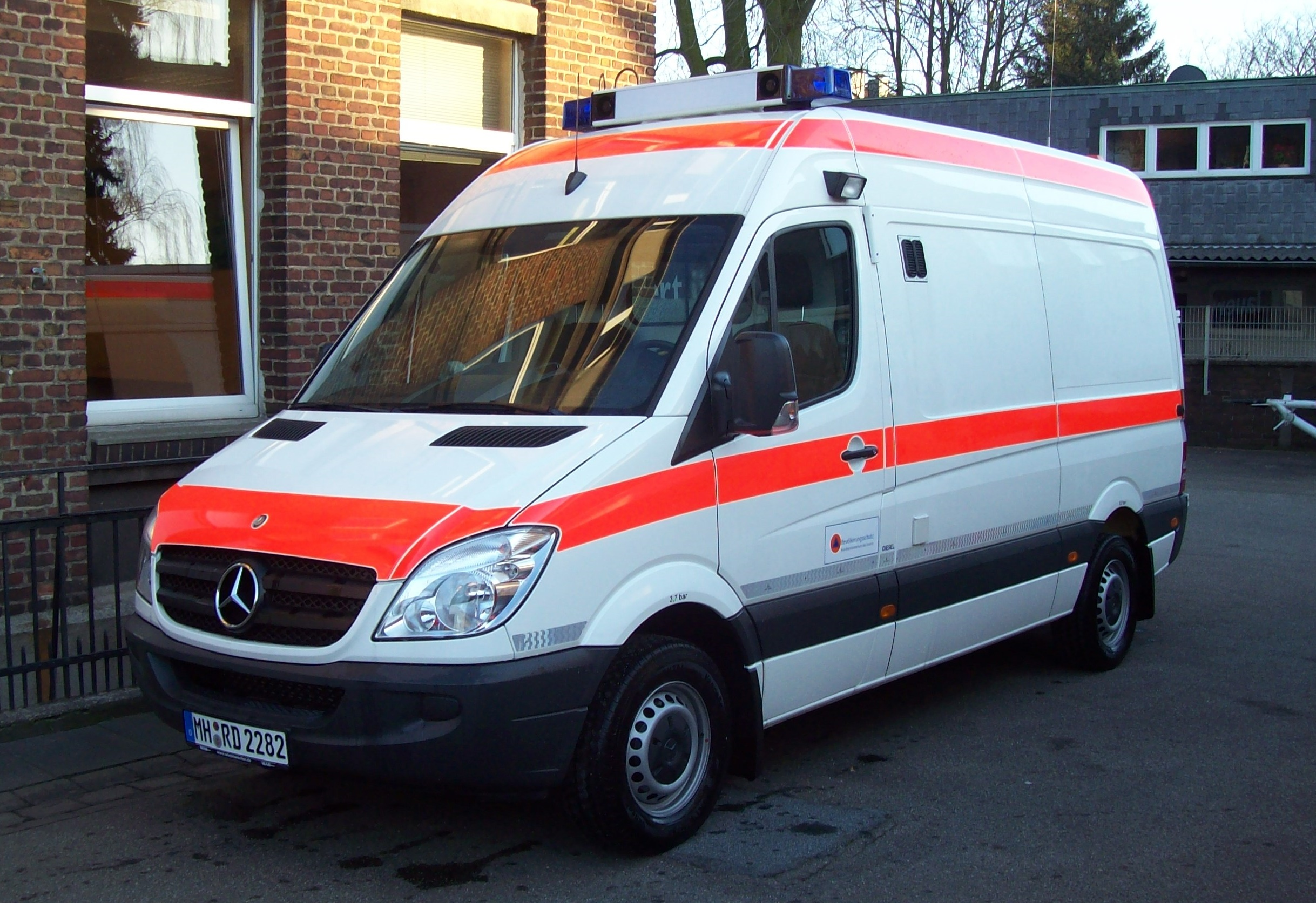
Notfallkrankenwagen der Medizinischen Task Force

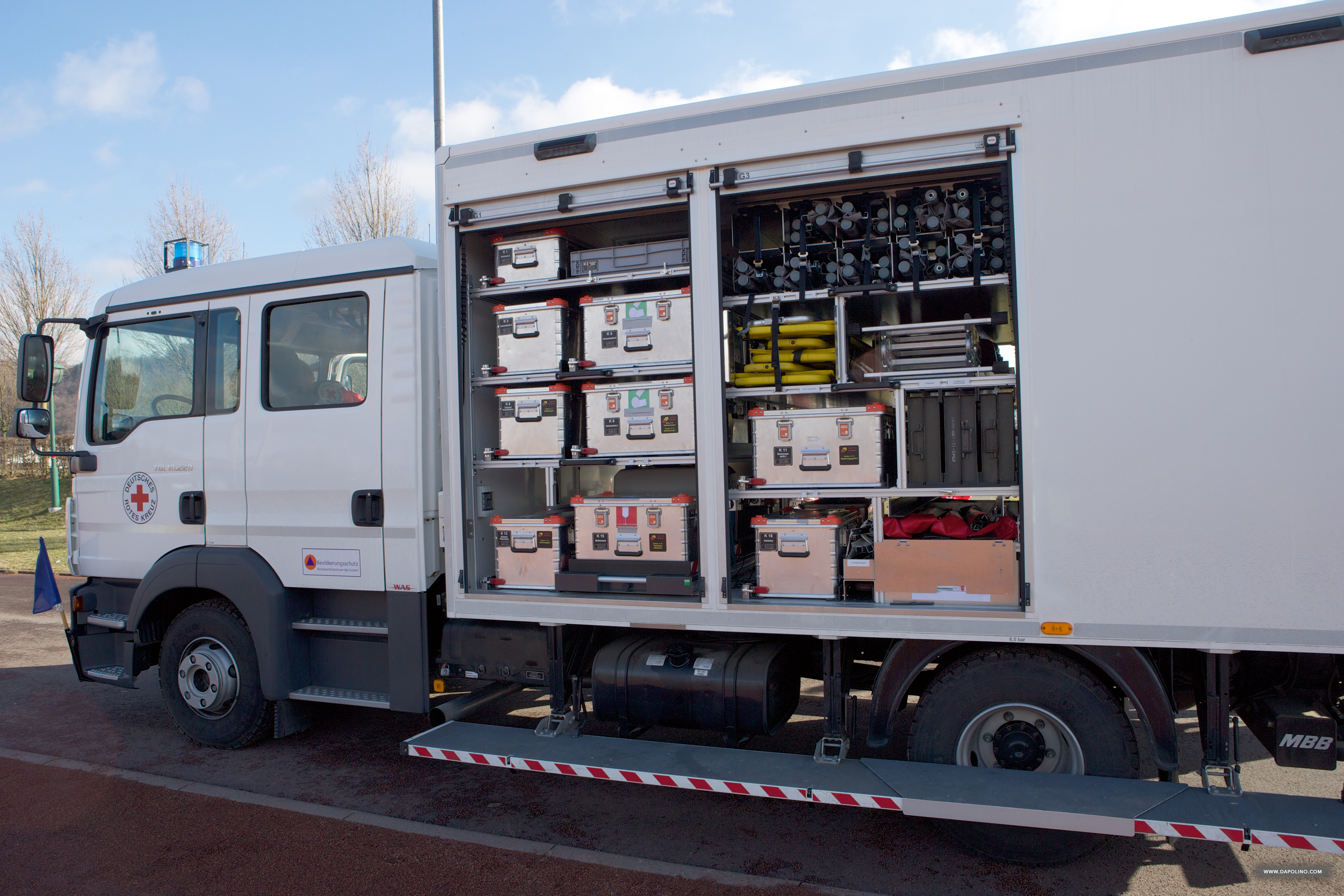
Gerätewagen Sanität (GW-San) der Medizinischen Task Force Kassel

Wie eingangs bereits erwähnt, ist die Anforderung an eine Medizinische Task Force die Versorgung von (ggf. kontaminierten) Patienten. Um dies realisieren zu können, ist sie in sogenannte Module gegliedert. Diese ergänzen die bisherigen Einsatzeinheiten, insbesondere für die Versorgungsstufe 4. Im Einzelnen sind folgende Module geplant:
| Modul                      | Helfer     | Fahrzeuge | Ausstattung | Anzahl der Beschaffungen |
| -------------------------- | ---------- | --- | --- | ------------------------ |
| Führung                    | 6 3        | 1 Kommandowagen der Medizinischen Task Force, 1 Führungskraftwagen der Medizinischen Task Force | Führungs- und Kommunikationsmittel | 61 FüKw noch in Planung  |
| Behandlung                 | 6 42–48 18 | 1 Gerätewagen Behandlung, 7–8 Gerätewagen Sanität, 2 Mannschaftstransportwagen Behandlung | notfallmedizinische und sanitätsdienstliche Ausrüstung für mind. 50 Patienten | 61 450 122               |
| Logistik / Betreuung       | 3 6        | 1 Gerätewagen Logistik Betreuung, 1 Gerätewagen Logistik W, 1 Gerätewagen Logistik Versorgung | Feldbetten, Decken, Ersatzbekleidung, Hygieneartikel, Equipment zur Zubereitung von Verpflegung, Versorgungsmaterial                                                                 | 61 61 61                 |
| Dekontamination Verletzter | 9 6 9      | 1 Mannschaftstransportwagen Führung Dekontamination Verletzter, 1 Gerätewagen Dekontamination Verletzter, 1 Gerätewagen Dekontamination EV, 1 Gerätewagen Dekontamination Personal der MTF, 1 Mannschaftstransportwagen Dekontamination Verletzter | Ausrüstung zur Dekontamination Verletzter, Persönliche Schutzausrüstung für die Arbeit im Schwarzbereich („schmutziger Bereich“ vor der Dekontamination) => FwDV 500 bzw. ABC-Schutz | 61 61                    |
| Transport                  | 12         | 6 Notfallkrankenwagen (KTW Typ B) | siehe Ausstattungssatz, Beladeplan und Typenblatt für Notfallkrankenwagen Typ B (PDF; 1,28 MB)                                                                                       | 366                      |

Jede MTF umfasst somit idealtypisch bis 2018 21 Fahrzeuge, nach dem aktuellen Konzept 26 Fahrzeuge. Insgesamt wurden für alle MTF zusammen 1242 Fahrzeuge produziert, welche in den nächsten Jahren um die 2018 planmäßig hinzugefügten Fahrzeuge ergänzt werden sollen.
In diesem Zusammenhang wurden den MTFs die 450 Gerätewagen Sanität nach Maßgabe des Bundes mit „Material zur Ergänzung der medizinischen Versorgungskapazität“ zur Verfügung gestellt. Im überörtlichen Einsatz ermöglichen diese Gerätewagen den Aufbau eines Behandlungsplatzes. Gemäß Konzept ist „dieser Ergänzungsteil […] eine notwendige Ergänzung, da im überörtlichen Einsatz die Ausstattung der Versorgungsstufen 2 und 3 nicht mitgeführt werden kann, da sie zur Sicherstellung in den originären HVB-Bereich gehört“.
Der erste Notfallkrankenwagen nach neuem Konzept wurde am 18. September 2008 von BBK-Präsident Christoph Unger an den Innenminister des Landes Baden-Württemberg übergeben. Im Verlauf des Jahres 2008 wurde die Beschaffung von insgesamt 230 dieser Fahrzeuge angestoßen, die in den Folgejahren an die Länder ausgeliefert wurden.
Seit April 2025 sind alle 61 Medizinischen Taskforces vollständig ausgestattet mit GW-San, MTW-Beh und KTW (in Teilen noch KTW 4-Tragen, vollständige Ausstattung mit je drei KTW Typ B und drei KTW Typ B ZS wird bis Ende 2025 erwartet). 51 MTF-Einheiten verfügen zudem über einen Kommandowagen (KdoW). Somit sind die beiden Teileinheiten Patiententransport und Behandlung vollumfänglich einsatzfähig. Die aktuell noch fehlenden Fahrzeuge des Dekon V-Zugs, der Führungsgruppe und der Behandlungsbereitschaft befinden sich derzeit in Beschaffung. Die Auslieferung soll in den Jahren 2025 bis 2027 abgeschlossen werden. Für die Fahrzeuge des Logistikzugs und die noch fehlenden KdoW fehlen laut Bundesamt für Bevölkerungsschutz und Katastrophenhilfe derzeit die Haushaltsmittel.

## Weitere Entwicklung
Die ersten Notfall-KTW und 25 Dekon-Lkw werden seit Frühjahr 2009 ausgeliefert. Eine interdisziplinäre Arbeitsgruppe hat im Frühjahr 2009 eine Konzeption für den Gerätewagen Sanität erstellt. Die Ausschreibung für zunächst 170 Fahrzeugen wurde im Februar 2011 mit der Option auf weitere 220 Stück veröffentlicht.
Am 10. März 2010 wurde in Kassel mit dem ersten MTF-Standort in den Pilotbetrieb gestartet.
Ende 2011 wurden die ersten Fahrzeuge an die MTF ausgeliefert und Anfang 2012 fortgesetzt.
Mitte 2012 wurde mit der Auslieferung der Gerätewagen Sanität begonnen.
Zum 1. August 2018 trat ein überarbeitetes und ergänztes Rahmenkonzept Medizinische Task Force in Kraft, aus dem sich weitere Beschaffungen, personelle Verstärkungen und vor allem weitergehender Ausbildungsbedarf ergibt (z. B. wurde für deutlich mehr Stellen der Rettungssanitäter als fachliche Qualifikation festgelegt).

## Chronologie bedeutsamer Veröffentlichungen
- August 2018: Bundesamt für Bevölkerungsschutz und Katastrophenhilfe: Rahmenkonzept Medizinische Task Force (MTF) für die Aufstellung und den Einsatz der Medizinischen Task Force
- Mai 2008: Bundesamt für Bevölkerungsschutz und Katastrophenhilfe: Veröffentlichung des Konzeptes auf den Internetseiten des BBK
- April 2008: Innenministerkonferenz nimmt das „Gesetzgeberische Konzept zur Fortentwicklung der Rechtsgrundlagen im Zivil- und Katastrophenschutz (Stand 19. März 2008)“ zustimmend zur Kenntnis (PDF)
- Oktober 2007: Bundesregierung: Antwort auf die Kleine Anfrage des Landtages Baden-Württemberg (PDF; 172 kB)[14]
- September 2007: Bundesbeschaffungsamt: Ausschreibung von 137 Notfall-KTW mit der Option auf ca. 348 weitere durch das Beschaffungsamt des Bundes
- August 2007: Landtag von Baden-Württemberg: Kürzungen des Bundes beim Katastrophenschutz und die Folgen für das Land Baden-Württemberg (PDF; 51 kB)
- Mai 2006: Grobkonzept zur Ausstattung des ergänzenden Katastrophenschutzes des Bundes (PDF)
- März 2006: Bericht der Arbeitsgemeinschaft „Neue Strategie zum Schutz der Bevölkerung“: Analyse und Darstellung des tatsächlichen und rechtlichen Änderungsbedarfs (PDF; 59 kB)
- März 2005: Bericht des AK V über den Stand der Umsetzung der Beschlüsse der IMK vom 6. Dezember 2002 (PDF; 165 kB) im Webarchiv

## Standorte der Taskforces laut Rahmenkonzept aus dem Jahre 2018
Laut Konzept gibt insgesamt 61 MTF im gesamten Bundesgebiet verteilt, die Verteilung richtet sich nach der Bevölkerungsdichte. Jedes Bundesland hat mindestens eine MTF:
| Land                   | Anzahl |
| ---------------------- | ------ |
| Baden-Württemberg      | 5      |
| Bayern                 | 7      |
| Berlin                 | 3      |
| Brandenburg            | 5      |
| Bremen                 | 1      |
| Hamburg                | 2      |
| Hessen                 | 4      |
| Mecklenburg-Vorpommern | 3      |
| Niedersachsen          | 6      |
| Nordrhein-Westfalen    | 10     |
| Rheinland-Pfalz        | 3      |
| Saarland               | 1      |
| Sachsen                | 3      |
| Sachsen-Anhalt         | 3      |
| Schleswig-Holstein     | 2      |
| Thüringen              | 3      |

Die einzelnen Standorte sind im Folgenden aufgeschlüsselt:
| MTF Nr. | Standort                                                               |  | MTF Nr. | Standort                                             |
| ------- | ---------------------------------------------------------------------- |  | ------- | ---------------------------------------------------- |
| 1       | Ostküste (Schleswig-Holstein)                                          |  | 31      | Arnsberg (Nordrhein-Westfalen)                       |
| 2       | Westküste (Schleswig-Holstein)                                         |  | 32      | Arnsberg (Nordrhein-Westfalen)                       |
| 3       | Lüneburg (Niedersachsen)                                               |  | 33      | Detmold (Nordrhein-Westfalen)                        |
| 4       | Bremen (Bremen)                                                        |  | 34      | Stadt und Landkreis Kassel (Hessen)                  |
| 5       | Hamburg 1 (Hamburg)                                                    |  | 35      | Landkreise Gießen-Fulda (Hessen)                     |
| 6       | Oldenburg (Niedersachsen)                                              |  | 36      | Stadt Frankfurt a. M. (Hessen)                       |
| 7       | Hannover (Niedersachsen)                                               |  | 37      | Stadt Darmstadt und Lk. Darmstadt-Dieburg (Hessen)   |
| 8       | Osnabrück (Niedersachsen)                                              |  | 38      | Rheinland-Pfalz Nord (Rheinland-Pfalz)               |
| 9       | Göttingen (Niedersachsen)                                              |  | 39      | Rheinland-Pfalz West (Rheinland-Pfalz)               |
| 10      | Braunschweig (Niedersachsen)                                           |  | 40      | Rheinland-Pfalz Süd (Rheinland-Pfalz)                |
| 11      | Vorpommern (Mecklenburg-Vorpommern)                                    |  | 41      | Lk Saarlouis, Regionalverband Saarbrücken (Saarland) |
| 12      | Mittleres Mecklenburg (Mecklenburg-Vorpommern)                         |  | 42      | Stuttgart II/Heilbronn (Baden-Württemberg)           |
| 13      | Westmecklenburg (Mecklenburg-Vorpommern)                               |  | 43      | Karlsruhe (Baden-Württemberg)                        |
| 14      | RLst Oderland: Landkreise MOL, LOS, Stadt FFO (Brandenburg)            |  | 44      | Freiburg (Baden-Württemberg)                         |
| 15      | RLst Nord-West Landkreis: PR, OPR, HVL, Stadt Potsdam (Brandenburg)    |  | 45      | Stuttgart Mitte (Baden-Württemberg)                  |
| 16      | RLst. Nord-Ost: Landkreis OHV, Barnim, Uckermark (Brandenburg)         |  | 46      | Tübingen (Baden-Württemberg)                         |
| 17      | RLst Brb: Landkreis PM, TF, Stadt Brandenburg (Brandenburg)            |  | 47      | Würzburg/Unterfranken (Bayern)                       |
| 18      | RLst Lausitz: Landkreis EE, LDS, OSL, SPN, Stadt Cottbus (Brandenburg) |  | 48      | Bayreuth/Oberfranken (Bayern)                        |
| 19      | Berlin 1 (Berlin)                                                      |  | 49      | Regensburg/Oberpfalz (Bayern)                        |
| 20      | Altmark (Sachsen-Anhalt)                                               |  | 50      | Ansbach/Mittelfranken (Bayern)                       |
| 21      | Harz (Sachsen-Anhalt)                                                  |  | 51      | Landshut/Niederbayern (Bayern)                       |
| 22      | Anhalt/Wittenberg (Sachsen-Anhalt)                                     |  | 52      | Augsburg/Schwaben (Bayern)                           |
| 23      | Leipzig (Sachsen)                                                      |  | 53      | München/Oberbayern (Bayern)                          |
| 24      | Dresden (Sachsen)                                                      |  | 54      | Berlin 2 (Berlin)                                    |
| 25      | Chemnitz (Sachsen)                                                     |  | 55      | Berlin 3 (Berlin)                                    |
| 26      | MTF Ost: Gera (Thüringen)                                              |  | 56      | Hamburg 2 (Hamburg)                                  |
| 27      | MTF Nord: Erfurt (Thüringen)                                           |  | 57      | Detmold (Nordrhein-Westfalen)                        |
| 28      | MTF Süd-West: Meiningen (Thüringen)                                    |  | 58      | Köln (Nordrhein-Westfalen)                           |
| 29      | Münster (Nordrhein-Westfalen)                                          |  | 59      | Köln (Nordrhein-Westfalen)                           |
| 30      | Münster (Nordrhein-Westfalen)                                          |  | 60      | Düsseldorf (Nordrhein-Westfalen)                     |
|         |                                                                        |  | 61      | Düsseldorf (Nordrhein-Westfalen)                     |